# Gymnázium Rumburk
Gymnázium Rumburk je krajská příspěvková organizace v Rumburku, která poskytuje všeobecné středoškolské vzdělání formou čtyřletého a osmiletého studia. Gymnázium sídlí v památkově chráněné secesní budově vystavěné v roce 1908 dle návrhu architekta Ernsta Schäffera.

## Historie
Snahy o založení gymnázia v Rumburku sahají do roku 1892. První školní rok byl zahájen v roce 1906 v provizorních prostorách. Do současné budovy se gymnázium přestěhovalo v roce 1909. Během více než stoleté existence instituce patnáctkrát změnila svůj oficiální název.

### Současnost
V rámci Ústeckého kraje zvítězilo gymnázium v anketě Gympl roku 2012/2013, kterou od roku 2012 vyhlašuje Česká studentská unie. Ve školním roce 2013/2014 titul v kraji obhájilo.

## Popis budovy
Budova je vystavěna na úhlovém půdorysu se střední hlavní částí, na kterou jsou připojena dvě nižší a delší křídla. Na hlavní části je umístěna polygonální věžička na sedlové střeše. Na vstupním průčelí hlavní budovy se v přízemí nacházejí 4 okenní osy s portálem. Štíty jsou zdobeny rostlinnými ornamenty. Portál má štenýře a reliéfy, po stranách na soklu jsou vyobrazeni medvědi se štíty. Užší křídla mají dvě patra a okna sdružená do skupin. Sokl budovy je kamenný. V hale v přízemí, do které ústí jednotlivé chodby, se nacházejí válcové sloupy s ornamentikou, schodiště je opatřeno ornamentálním kovovým zábradlím.
Od roku 1988 je budova zapsána v Ústředním seznamu nemovitých kulturních památek. V letech 2008–2009 prošla budova rozsáhlou rekonstrukcí.

## Absolventi
- Lukáš Bíba – český fotograf a lezec
- Martin Pohl (Řezník) – český rapper, režisér, scenárista, vývojář a kreslíř
- Jiří Vejdělek – český scenárista, režisér a producent